# Antef
Antef és el primer monarca de Tebes del primer període intermedi del qual se'n té notícia. Se l'anomena Antef, fill d'Ikui, i tenia el títol de nomarca i príncep hereditari.
S'ha trobat una estela a Dra Abu al-Naga que l'esmenta com "l'hereditari príncep i nomarca del gran senyor del nomós de Tebes, Inyotefi (Antef)". El títol de príncep fa suposar que era membre de l'antiga reial família de faraons memfites, però no se sap de qui podria ser descendent a causa de la confusió cronològica de tota l'època. Tampoc se sap segur si els següents nomarques i reis foren descendents seus, però se suposa pels títols i per la repetició dels noms (Antef fou un nom característic de la dinastia XI).
El seu successor fou Mentuhotep, probablement fill seu. El seu nom està transcrit també com a Anjotef, Antouf, Antoufi, Intefa i Inyotef.